# Bitva u Chlumce (1040)
První bitva u Chlumce byla střetnutím mezi jednotkami českého panovníka Břetislava I. a německého krále Jindřicha III. Černého dne 22. září 1040 u Chlumce pod Krušnými horami, ve kterém Břetislavovy síly zvítězily.
Břetislav podnikl v létě roku 1039 válečnou výpravu do Polska, kde vyplenil Krakov a jiná města a obsadil Hnězdno. Tam za přítomnosti významného českého kněze otevřel hrob Svatého Vojtěcha a vyzvedl jeho ostatky, aby je spolu s ostatky jeho nevlastního bratra svatého Radima převezl do Prahy. Přestože tažení obsazením Slezska, Hnězdna a Moravy znatelně oslabilo Polsko, bylo získání těchto relikvií pravděpodobně původním důvodem tažení. S pomocí relikvií se měla Praha stát samostatným arcibiskupstvím a tím se stát nezávislou na vlivu Mohučského arcibiskupství. Tento požadavek byl s poselstvím odeslán k papeži, narazili ale na odpor mohučského arcibiskupství, které mělo v té době nad pražským biskupstvím svrchovanost.
Král Jindřich III. sdílel názor mohučského arcibiskupa. Mimo to požadoval Břetislavovo stažení z Polska, vytvoření českého vazalského knížectví spadajícího pod Svatou říši římskou a také placení vysokého tributu, který ovšem Břetislav odmítl platit. Aby zabránil vojenskému tažení říše proti Čechám, poslal svého syna Spytihněva II. jako rukojmí ke králi. Když Břetislav i nadále odmítal platit tribut, vyrazil Jindřich v srpnu 1040 se dvěma armádami do Čech. On sám pochodoval s bavorskými jednotkami přes Domažlice, kde došlo k bitvě u Brůdku, kde většina Jindřichových rytířů padla za oběť léčce. Druhý proud byl poražen 22. září v bitvě u Chlumce. Důsledkem těchto porážek bylo, že Jindřich III. musel pro tento rok uznat daný stav.
Návrh k vyjednávání v následujícím roce byl nicméně Jindřichem zodpovězen požadavkem na bezpodmínečné podřízení. Boje byly v srpnu 1041 znovu obnoveny, přičemž saské jednotky pod vedením markraběte Ekkeharda II. vtrhly do severních Čech a podařilo se jim si Břetislava podrobit.